# Sara Lowe
Sara Elizabeth Lowe (* 30. April 1984 in Dallas, Texas) ist eine ehemalige US-amerikanische Synchronschwimmerin.

## Erfolge
Sara Lowe gewann mit der US-amerikanischen Synchronmannschaft bei den Panamerikanischen Spielen 2003 in Santo Domingo mit Gold ihre erste internationale Medaille. Sie verwiesen dabei Kanada auf Rang zwei und Brasilien auf Rang drei. Im selben Jahr gelangen Lowe mit der US-Mannschaft zwei weitere Medaillengewinne bei den Weltmeisterschaften in Barcelona. Im Mannschaftswettbewerb sicherten sich die US-Amerikanerinnen Bronze und in der Kombination Silber.
Bei den Olympischen Spielen 2004 in Athen gehörte Lowe ebenfalls zum US-amerikanischen Aufgebot in der Mannschaftskonkurrenz. In dieser belegte die US-amerikanische Équipe, zu der neben Lowe noch Anna Kozlova, Tamara Crow, Erin Dobratz, Rebecca Jasontek, Alison Bartosik, Lauren McFall, Stephanie Nesbitt und Kendra Zanotto gehörten, den Bronzerang. Sie erhielten mit 97,667 Punkten genau einen Punkt weniger als die zweitplatzierten Japanerinnen und zwei Punkte weniger als die siegreichen Russinnen. Ihre letzten internationalen Wettkämpfe bestritt Lowe bei den Weltmeisterschaften 2005 in Montreal, blieb dabei aber ohne Podestplatzierungen.
2013 wurde Lowe Cheftrainerin der Synchronschwimmmannschaft der Stanford University, an der sie selbst 2008 ein Studium der Kommunikationswissenschaften abgeschlossen hatte und bereits seit 2009 als Assistenztrainerin tätig war. Parallel war sie auch als Nationaltrainerin im Juniorinnenbereich tätig. 2017 schloss Lowe ein MBA-Studium am Saint Mary’s College of California ab.